# Diocese de Roma
A Diocese de Roma (em latim: Diœcesis Urbis ou Diœcesis Romana; em italiano: Diocesi di Roma), também conhecida como Santa Sé, Sé Apostólica, Sé de Pedro ou Igreja de Roma é uma diocese da Igreja Católica, em Roma, Itália. A diocese é a sede do bispo de Roma ou Papa, que é o Sumo Pontífice e chefe da Igreja Católica. Foi fundada no século I.

## Bispo
O bispo da Diocese de Roma, é apontado como o sucessor de São Pedro e devido a isso, ele tem uma série de títulos:
- Ele é o Papa, que significa "pai" e como ocupante da Cátedra de São Pedro, ele tem primazia sobre toda a Igreja Católica, sendo o Sumo Pontífice e Vigário de Cristo.
- Ele também era o Patriarca do Ocidente (embora esse título tenha deixado de ser utilizado recentemente[2]), assim ele tem autoridade sobre a totalidade da Igreja latina, e sobre os outros Patriarcas Latinos, tais como os de Lisboa, Jerusalém e Veneza. Na Igreja Ortodoxa, ele era o primeiro dos cinco antigos patriarcas da Pentarquia, até o Cisma de 1054.[3]
- Ele também é o Primaz da Itália, sendo o bispo mais importante da Igreja italiana.
- Finalmente, ele é também o Arcebispo Metropolitano da Província Eclesiástica da própria Roma.

## Origens
A melhor evidência disponível para as origens da igreja romana é a Epístola aos Romanos de São Paulo. Isso indica que a igreja foi estabelecida, provavelmente pelo início da década de 40, e que São Pedro tornou-se associado a esta igreja em algum momento entre os anos 58 e início dos anos 60, sendo que:
Os anos finais do primeiro século e os primeiros anos do segundo constituem o "período pós-apóstolico", tal como refletido nos escritos extrabíblicos de Clemente de Roma e Inácio de Antioquia. Assim, a igreja em Roma estava exercendo uma pastoral que se estendeu além de sua própria comunidade, tendo substituído Jerusalém como o centro prático da Igreja universal crescente. Apelos foram feitos para Pedro e Paulo, com quem a igreja romana foi mais identificada.

## Diocese
O território da diocese abrange todo o Estado do Vaticano e a cidade de Roma. As duas partes da diocese são administradas por dois vigários do Papa:
- "Vicariato de Roma" ou “Vicariatus Urbis”, inclui a catedral de São João de Latrão e todo o território sob soberania italiana. O vigário atual é o cardeal Baldassare Reina. Devido ao papel do Papa como chefe da Igreja Católica, um Arcebispo Vigário (Italiano: Arcivescovo Vicario) nomeado pelo Papa preside a administração espiritual da diocese.[5]
- "Vicariato da Cidade do Vaticano" inclui a Basílica de São Pedro e todo o território da Cidade do Vaticano. O vigário atual é o cardeal Frei Mauro Gambetti, O.F.M.Conv.

A diocese abrange um território de 881 quilômetros quadrados, contendo 341 paróquias, dos quais 337 estão ativas. Há 336 paróquias na cidade de Roma e uma, a Paróquia de Santa Ana, na Cidade do Vaticano. A diocese tem 238 cardeais, e 1187 clérigos romanos.

## Arquidiocese

### Sé suburbicária
Seis das dioceses da Província Romana tem o título de “suburbicárias” (Latim sub urbe, com o significado de "assunto para a cidade [de Roma]"). Cada diocese suburbicária tem uma Cardeal-bispo que a preside:
1. Óstia (o seu Cardeal Bispo é eleito Decano do Colégio dos Cardeais).
2. Porto-Santa Rufina
3. Albano
4. Frascati
5. Palestrina
6. Sabina-Poggio Mirteto
7. Velletri-Segni

### Lista de sufragâneas
Há também outras dioceses ligadas à Sé Metropolitana de Roma:
- Arquidiocese de Gaeta
- Diocese de Anagni-Alatri
- Diocese de Civita Castellana
- Diocese de Civitavecchia-Tarquinia
- Diocese de Frosinone-Veroli-Ferentino
- Diocese de Latina-Terracina-Sezze-Priverno
- Diocese de Rieti
- Diocese de Sora-Aquino-Pontecorvo
- Diocese de Tivoli
- Diocese de Viterbo
- Abadia de Montecassino
- Abadia de Santa Maria de Grottaferrata
- Abadia de Subiaco